# Unibet
Unibet è una società che opera nel mercato del gioco d'azzardo online e si colloca all'interno del panorama web offrendo prodotti come Poker online, Casinò online, Gratta e vinci, Scommesse Sportive, Scommesse Live, bingo online e Slot machine. La società ha sede a Malta ed è proprietà di Unibet Group plc, gruppo quotato al NASDAQ OMX Nordic Exchange. Il fatturato della compagnia nel 2011 è stato di oltre 197,2 milioni di GPB.
Unibet opera nel mercato italiano con regolare licenza rilasciata dalla ADM(ex AMMS).
Unibet Group plc è una società operante nei settori gioco e scommesse online che comprende Unibet, Maria (che offre Bingo e giochi da Casinò online) e Kambi (operatore di scommesse sportive). Con oltre 7.2 milioni di clienti in tutto il mondo il Gruppo si colloca sul mercato europeo come uno dei principali operatori di gambling online, i cui mercati chiave sono le regioni nordiche dell'Europa, Belgio e Paesi Bassi.
Attraverso i canali web, mobile, e TV digitale Unibet offre ai propri utenti una vasta serie di prodotti legati al mondo del gioco online come Quote Sportive, Scommesse Live, Supertoto, Giochi da Casinò (Roulette, Black Jack, Caribbean Stud, ecc), Poker e Bingo.

## Riconoscimenti
Unibet è stata premiata dalla rivista internazionale eGaming Review come Miglior Operatore Europeo di scommesse sportive negli anni 2006, 2008 e 2009, e come Miglior Live Operator nell'anno 2009. Inoltre durante le International Gaming Awards 2016 il bookmaker Unibet è stato premiato con il primo posto nella categoria “Operatore Socialmente Responsabile dell'anno”.

## Tornei Unibet Open
Gli Unibet Open (UO) sono una serie di tornei europei di Live Poker Texas hold 'em gestiti da Unibet.
Il primo UO ha avuto luogo a Varsavia durante la seconda metà del 2007 e il tour è poi proseguito nel corso del 2008 con gli eventi di Madrid e Milano, per poi tornare di nuovo a Varsavia.
Il 2009 ha visto l'Unibet Open diventare uno dei più popolari e conosciuti eventi Poker in Europa, con tornei a Budapest, Algarve, Londra, Praga e Varsavia.
Nel 2010 gli UO si sono svolti a Budapest, Golden Sands (Bulgaria), Praga, Valencia e Parigi. Il Tour 2011 si è tenuto a Malta, Barcellona, Dublino e Riga, mentre nel 2012 il Tour è iniziato a Praga nel mese di Febbraio, ha proseguito a Parigi nel mese di Maggio ed è terminato a Londra in Agosto.

## La storia di Unibet
1997 Nasce Unibet.
1998 Nel Regno Unito Unibet ottiene la licenza per operare nel campo delle scommesse. Viene istituita la sede di Londra dove Unibet dà inizio all'attività di Operatore di Scommesse telefoniche.
1999 Nascono i siti internet Inglese e Svedese.
2000 Viene incorporata Unibet Group Plc. Unibet International ottiene la licenza per operare nel settore e viene istituita la sede di Malta.
2001 L'immagine web di Unibet viene rilanciata con la messa online di una nuova versione del sito, successivamente tradotta in 12 lingue. Gli utenti di Unibet sono attivi in oltre 50 paesi in tutto il mondo.
2003 Viene pubblicata una versione aggiornata del sito web che comprende il lancio di nuovi prodotti tra cui Scommesse Live e Casinò Online. Unibet vanta più di 256.000 clienti registrati in oltre 100 paesi nel mondo.
2004 Il gruppo è quotato al NASDAQ OMX Nordic Exchange. Vengono lanciati Supertoto, Poker e Gratta e Vinci. Viene inoltre presentata la piattaforma mobile e viene lanciato il format-TV "Pokermiljonen".
2005 Unibet acquisisce MrBookmaker.com .
2006 Il sito web viene tradotto in 20 lingue, mentre si lancia sul mercato un nuovo prodotto, il Bingo. Nasce una nuova holding con sede a Malta.
2007 Nell'ottica di rafforzare la posizione sul Bingo nei mercati nordici viene acquisita Maria Holdings.
2008 Viene acquisita Travnet, la più grande comunità di scommesse ippiche della Scandinavia.
Per il rispetto dimostrato nei riguardi del proprio codice di condotta in materia di gioco responsabile Unibet ottiene la certificazione da G4 (Global Gaming Guidance Group) oltre alla certificazione di compatibilità con gli standard eCOGRA (www.ecogra.org)
Unibet diviene membro dell'European Gaming and Betting Association (EGBA), organo che riunisce 12 delle società leader nel gioco in Europa. Lo Statuto dell'Associazione regola i comportamenti in merito a dipendenza da gioco, gioco illegale da parte di minori, privacy del giocatore e riciclaggio di denaro.
2009 Unibet ha clienti registrati in più di 150 paesi nel mondo.
2010 Anche in Francia Unibet ottiene il permesso di offrire Scommesse Sportive, Scommesse Ippiche e Poker Onliner.
2011 Unibet annuncia l'acquisto di EurosportBET e EurosportPoker, operatori francesi nel campo delle Scommesse Sportive e Poker.
2011 Unibet ottiene una delle 48 licenze per il nuovo e ri-regolamentato mercato danese.
2012 Unibet continua il suo percorso di acquisizione assorbendo Betchoice, allibratore australiano online, per 13,6 milioni GBP.. Betchoice si posiziona sul mercato australiano con Scommesse Sportive e Automobilistiche attraverso il canale web.
2018 Unibet stringe un accordo di sponsorizzazione con la Lega Calcio e diventa sponsor della Serie B. Per la stagione 2018/19 il marchio verrà esposto sul retro delle maglie delle squadre partecipanti al torneo (retro-sponsorizzazione).